# Mees Hilgers
Mees Hilgers (* 13. Mai 2001 in Amersfoort) ist ein indonesischer Fußballspieler niederländischer Herkunft.

## Karriere
Hilgers begann im Alter von vier Jahren beim ASC Nieuwland im gleichnamigen Dorf innerhalb der Gemeinde Zederik in der Provinz Utrecht mit dem Fußballspielen. Nach vier Jahren und im Alter von acht wechselte er zur VV Sparta Nijkerk im gleichnamigen Ort innerhalb der Provinz Gelderland. Mit Wirkung vom 1. Juli 2011 wurde er vom FC Twente Enschede für deren Jugendabteilung verpflichtet; nachdem er die Mannschaften der Altersklassen U17, U19 und U21 durchlaufen hatte, rückte er am 17. Oktober 2020 in die Profimannschaft auf. Sein Pflichtspieldebüt erfolgte am 5. Dezember 2020 (11. Spieltag) beim 2:1-Sieg im Auswärtsspiel gegen Ajax Amsterdam mit Einwechslung für Tyronne Ebuehi ab der 80. Minute. Sein erstes Tor im Seniorenbereich erzielte er am 5. November 2021 (12. Spieltag) mit dem 1:0-Siegtor im Heimspiel gegen Heracles Almelo in der fünften Minute.